# Jastków
Jastków è un comune rurale polacco del distretto di Lublino, nel voivodato di Lublino.
Ricopre una superficie di 113,76 km² e nel 2004 contava 11 999 abitanti.